# ATP Challenger Knokke-Heist
Der ATP Challenger Knokke-Heist (offiziell: Knokke Challenger) war ein Tennisturnier, das von 1982 bis 1990 jährlich in Knokke-Heist, Belgien, stattfand. Es gehörte zur ATP Challenger Tour und wurde im Freien auf Sand gespielt.

## Liste der Sieger

### Einzel
| Jahr                         | Sieger                | Finalgegner       | Ergebnis      |
| ---------------------------- | --------------------- | ----------------- | ------------- |
| 1990                         | Marcos Aurelio Górriz | Josef Čihák       | 7:5, 2:6, 6:1 |
| 1989                         | Libor Pimek           | Radek Zahraj      | 7:6, 7:6      |
| 1988                         | Per Henricsson        | Patrice Kuchna    | 6:3, 7:6      |
| 1987                         | Edoardo Mazza         | Eduardo Masso     | 7:6, 6:4      |
| 1986                         | Gerardo Vacarezza     | Christer Allgårdh | 6:3, 6:3      |
| 1983–1985: nicht ausgetragen |                       |                   |               |
| 1982                         | Tomáš Šmíd            | Željko Franulović | 6:2, 6:2, 6:0 |

### Doppel
| Jahr                         | Sieger                            | Finalgegner                        | Ergebnis      |
| ---------------------------- | --------------------------------- | ---------------------------------- | ------------- |
| 1990                         | Andrei Olchowski Dmitri Poljakow  | Xavier Daufresne Denis Langaskens  | 6:4, 4:6, 6:3 |
| 1989                         | Xavier Daufresne Denis Langaskens | Karel Demuynck Libor Pimek         | 7:5, 6:2      |
| 1988                         | David Ison Richard Whichello      | Kurt Robinson Justin Stead         | 6:4, 6:3      |
| 1987                         | Anders Henricsson Per Henricsson  | Givaldo Barbosa Nevio Devide       | 6:1, 6:3      |
| 1986                         | Danilo Marcelino Héctor Ortiz     | Alain Brichant Jan van Langendonck | 6:4, 6:7, 6:3 |
| 1983–1985: nicht ausgetragen |                                   |                                    |               |
| 1982                         | Zoltán Kuhárszky Hans Kary        | Jan Gunnarsson Jeff Simpson        | 5:7, 6:2, 6:4 |